# Чурі Урдін
Хокейний клуб «Чурі Урдін» (ісп. Club Hockey Hielo Txuri Urdin) — професіональний хокейний клуб з міста Сан-Себастьян, Іспанія. Заснований 1972 року. Виступає в Іспанській Прімері.

## Історія
Засновником команди в 1972 став місцевий бізнесмен Іньякі Салдуа, який до екзотичної гри запрошував гравців з роликового хокею. В тому ж році була відкрита льодова арена розрахована на 1 200 глядачів.
«Чурі Урдін» до 1974 грав місцеві дербі проти іншого більш відомого клуб «Реал Сосьєдад». 
Сезон 1974/75 став дебютним для команди в хокейній лізі в якій брали участь обидві команди з Сан-Себастьяну. І якщо «Реал Сосьєдад» виграв свій третій титул чемпіона, то «Чурі Урдін» посів третє місце. 
У 1976 «Чурі Урдін» здобув перший титул чемпіонів Іспанії, «Реал Сосьєдад» припинив існування, найкращі гравці «Реалу» перейшли до «Чурі Урдін», який з цього моменту входить до числа фаворитів чемпіонату. До 2000-х років вони здобудуть ще вісім чемпіонських титулів, а в 2000-му навіть зроблять третій дубль вигравши чемпіонат та Кубок Іспанії. Правда треба відзначити, що саме на початку нульвових постало питання існування команди та криза минула, хоча клуб і займав місця далекі від призових. 
У 2016 «Чурі Урдін» після шістнадцятирічної перерви здобуває Кубок Іспанії, а наступного сезону виграє вдесяте чемпіонат Іспанії.

## Досягнення
- Чемпіон Іспанії — 12 разів

1976, 1980, 1985, 1990, 1992, 1993, 1995, 1999, 2000, 2017, 2018, 2019
- Кубок Короля — 6 разів

1979, 1980, 1990, 1991, 1994, 2000, 2016